# Läger
|  | Wiktionary har en ordboksartikel om läger. |

Ett läger är en tillfällig boplats. Ett läger kan ha upprättats för frihetsberövade personer (fångläger, arbetsläger eller koncentrationsläger), för människor som tvingats lämna sin bostad (flyktingläger) eller för frivillig verksamhet (sommarläger, scoutläger, konfirmationsläger).